# Женская сборная Беларуси по хоккею на траве
Женская сборная Беларуси по хоккею на траве — женская сборная по хоккею на траве, представляющая Беларусь на международной арене. Управляющим органом команды выступает Белорусская федерация хоккея на траве.
Сборная занимает (по состоянию на август 2017) 21-е место в рейтинге Международной федерации хоккея на траве (FIH).

## Результаты выступлений

### Мировая лига
- 2012/13 — 19-е место
- 2014/15 — 4 место
- 2017 - 3 место (2 раунд)

### Hockey Champions Challenge II
- 2011 —

### Чемпионат Европы
I дивизион
- 2013 — 8-е место
- 2019 — 8-е место

II дивизион (EuroHockey Nations Trophy)
- 2005 — 5-е место
- 2007 — 4-е место
- 2009 — 5-е место
- 2011 —
- 2015 - 3 место
- 2017 - 1 место (выход в I дивизион)

### Универсиада
- 2013 — 4-е место

### Чемпионат мира (индорхоккей)
- 2003 — 5-е место
- 2007 — 5-е место
- 2011 — 4-е место
- 2015 — 7-е место

### Чемпионат Европы (индорхоккей)
- 1998 —
- 2002 —
- 2004 - 3 место
- 2006 - 3 место
- 2008 - 2 место
- 2010 - 5 место
- 2012 - 2 место
- 2014 - 6 место
- 2016 - 3 место